# Liste der Orte im Landkreis Havelland

Wappen des Kreises

Diese Liste enthält Siedlungen und Orte des Landkreises Havelland in Brandenburg. Zusätzlich angegeben sind die Art der Gemeinde und die übergeordnete Einheit. Durch Klicken auf das quadratische Symbol in der Titelzeile kann die Liste nach den einzelnen Parametern sortiert werden.
Grundlage für die Angaben sind die beim Online-Dienstleistungsportal des Landes Brandenburg abrufbaren Daten (Stand. 1. Januar 2009). 278 Siedlungen sind in dieser Liste aufgenommen.

## Liste
| Name                    | Art          | übergeordnete Einheit            |
| ----------------------- | ------------ | -------------------------------- |
| Albertsheim             | Wohnplatz    | Rathenow                         |
| Alt Brieselang          | Wohnplatz    | Brieselang                       |
| Alt Brieselang          | Wohnplatz    | Falkensee                        |
| Alte Schäferei          | Wohnplatz    | Milower Land                     |
| Alter Finkenkrug        | Wohnplatz    | Falkensee                        |
| Altgarz                 | Ortsteil     | Amt Rhinow Großderschau          |
| Am Bahnhof              | Wohnplatz    | Amt Friesack Friesack            |
| Am Rhinkanal            | Wohnplatz    | Amt Friesack Friesack            |
| Am Schafstall           | Wohnplatz    | Amt Friesack Friesack            |
| Am Weiler               | Wohnplatz    | Wustermark                       |
| Ausbau                  | Gemeindeteil | Dallgow-Döberitz                 |
| Ausbau                  | Wohnplatz    | Premnitz                         |
| Ausbau                  | Wohnplatz    | Premnitz                         |
| Ausbau                  | Wohnplatz    | Amt Nennhausen Nennhausen        |
| Ausbau Jerchel          | Wohnplatz    | Milower Land                     |
| Bahnitz                 | Ortsteil     | Milower Land                     |
| Bamme                   | Ortsteil     | Amt Nennhausen Nennhausen        |
| Bammer Ausbau           | Wohnplatz    | Amt Nennhausen Nennhausen        |
| Barnewitz               | Ortsteil     | Amt Nennhausen Märkisch Luch     |
| Berge                   | Ortsteil     | Nauen                            |
| Bergerdamm              | Ortsteil     | Nauen                            |
| Bergerdamm-Hanffabrik   | Wohnplatz    | Nauen                            |
| Bergerdamm-Lager        | Wohnplatz    | Nauen                            |
| Bergsiedlung            | Wohnplatz    | Amt Friesack Wiesenaue           |
| Bienenfarm              | Gemeindeteil | Amt Friesack Paulinenaue         |
| Böhne                   | Ortsteil     | Rathenow                         |
| Böhnsche Schäferei      | Wohnplatz    | Rathenow                         |
| Bölkershof              | Wohnplatz    | Rathenow                         |
| Börnicke                | Ortsteil     | Nauen                            |
| Brädikow                | Ortsteil     | Amt Friesack Wiesenaue           |
| Bredow                  | Ortsteil     | Brieselang                       |
| Bredow-Luch             | Wohnplatz    | Brieselang                       |
| Bredow-Vorwerk          | Wohnplatz    | Brieselang                       |
| Brenkenhof              | Wohnplatz    | Amt Rhinow Großderschau          |
| Briesen                 | Wohnplatz    | Amt Friesack Friesack            |
| Briesener Zootzen       | Wohnplatz    | Amt Friesack Friesack            |
| Brückenkopf             | Wohnplatz    | Ketzin/Havel                     |
| Buchhorst               | Wohnplatz    | Amt Rhinow Rhinow                |
| Buchow                  | Wohnplatz    | Wustermark                       |
| Buchow-Karpzow          | Ortsteil     | Wustermark                       |
| Buckow                  | Gemeindeteil | Milower Land                     |
| Buckow                  | Ortsteil     | Amt Nennhausen Nennhausen        |
| Bünsche                 | Wohnplatz    | Milower Land                     |
| Buschow I               | Wohnplatz    | Amt Nennhausen Märkisch Luch     |
| Buschow                 | Ortsteil     | Amt Nennhausen Märkisch Luch     |
| Bützer                  | Ortsteil     | Milower Land                     |
| Dallgow                 | Gemeindeteil | Dallgow-Döberitz                 |
| Damm                    | Wohnplatz    | Amt Friesack Friesack            |
| Damme                   | Ortsteil     | Amt Nennhausen Nennhausen        |
| Damsbrück               | Wohnplatz    | Falkensee                        |
| Dickte                  | Gemeindeteil | Amt Rhinow Kleßen-Görne          |
| Döberitz                | Ortsteil     | Premnitz                         |
| Dyrotz                  | Gemeindeteil | Wustermark                       |
| Dyrotz-Luch             | Gemeindeteil | Wustermark                       |
| Ebereschenhof           | Wohnplatz    | Nauen                            |
| Eichberge               | Wohnplatz    | Amt Friesack Paulinenaue         |
| Elslaake                | Gemeindeteil | Amt Rhinow Seeblick              |
| Elstal                  | Ortsteil     | Wustermark                       |
| Engelsfelde             | Gemeindeteil | Dallgow-Döberitz                 |
| Etzin                   | Ortsteil     | Ketzin/Havel                     |
| Falkenhagen             | Wohnplatz    | Falkensee                        |
| Falkenhain              | Wohnplatz    | Falkensee                        |
| Falkenhöh               | Wohnplatz    | Falkensee                        |
| Falkenrehde             | Ortsteil     | Ketzin/Havel                     |
| Falkensee               | Stadt        | Falkensee                        |
| Ferchesar               | Ortsteil     | Amt Nennhausen Stechow-Ferchesar |
| Fernewerder             | Wohnplatz    | Ketzin/Havel                     |
| Finkenherd              | Wohnplatz    | Falkensee                        |
| Finkenkrug              | Wohnplatz    | Falkensee                        |
| Fischerhaus             | Wohnplatz    | Nauen                            |
| Fliederhorst            | Wohnplatz    | Amt Friesack Friesack            |
| Försterei Friedrichshof | Wohnplatz    | Premnitz                         |
| Forsthaus Hohenheide    | Wohnplatz    | Milower Land                     |
| Forsthaus Krügerhorst   | Wohnplatz    | Amt Nennhausen Nennhausen        |
| Friedrichsbruch         | Wohnplatz    | Amt Rhinow Großderschau          |
| Friedrichsdorf          | Wohnplatz    | Amt Rhinow Großderschau          |
| Friedrichshof           | Wohnplatz    | Nauen                            |
| Friesack                | Stadt        | Amt Friesack Friesack            |
| Friesacker Zootzen      | Wohnplatz    | Amt Friesack Friesack            |
| Friesenhof              | Wohnplatz    | Nauen                            |
| Galm                    | Gemeindeteil | Milower Land                     |
| Gapel                   | Wohnplatz    | Premnitz                         |
| Garlitz                 | Ortsteil     | Amt Nennhausen Märkisch Luch     |
| Glewe                   | Wohnplatz    | Amt Rhinow Rhinow                |
| Glien                   | Wohnplatz    | Brieselang                       |
| Gohlitz                 | Wohnplatz    | Nauen                            |
| Görne                   | Ortsteil     | Amt Rhinow Kleßen-Görne          |
| Görner Mühle            | Wohnplatz    | Amt Rhinow Kleßen-Görne          |
| Göttlin                 | Ortsteil     | Rathenow                         |
| Gräningen               | Ortsteil     | Amt Nennhausen Nennhausen        |
| Grille                  | Gemeindeteil | Milower Land                     |
| Groß Behnitz            | Ortsteil     | Nauen                            |
| Großwudicke             | Ortsteil     | Milower Land                     |
| Grünaue                 | Wohnplatz    | Premnitz                         |
| Grünefeld               | Ortsteil     | Schönwalde-Glien                 |
| Grütz                   | Ortsteil     | Rathenow                         |
| Gülpe                   | Ortsteil     | Amt Rhinow Havelaue              |
| Gutenpaaren             | Wohnplatz    | Ketzin/Havel                     |
| Haage                   | Ortsteil     | Amt Friesack Mühlenberge         |
| Heidefeld               | Wohnplatz    | Rathenow                         |
| Heidekrug               | Wohnplatz    | Rathenow                         |
| Heineberg               | Wohnplatz    | Nauen                            |
| Hertefeld               | Wohnplatz    | Nauen                            |
| Hilgenfeldshof          | Wohnplatz    | Rathenow                         |
| Hohennauen              | Ortsteil     | Amt Rhinow Seeblick              |
| Hohenwinkel             | Wohnplatz    | Amt Rhinow Havelaue              |
| Hoppenrade              | Ortsteil     | Wustermark                       |
| Hoppenrade-Ausbau       | Gemeindeteil | Wustermark                       |
| Horst                   | Wohnplatz    | Amt Rhinow Gollenberg            |
| Horst                   | Wohnplatz    | Amt Rhinow Rhinow                |
| Hünemörderstelle        | Wohnplatz    | Amt Rhinow Havelaue              |
| Jahnberge               | Ortsteil     | Amt Friesack Wiesenaue           |
| Jerchel                 | Ortsteil     | Milower Land                     |
| Jülitz                  | Wohnplatz    | Amt Rhinow Großderschau          |
| Kamerun                 | Gemeindeteil | Amt Friesack Paulinenaue         |
| Kanalsiedlung           | Wohnplatz    | Amt Friesack Wiesenaue           |
| Karlsaue                | Wohnplatz    | Amt Friesack Mühlenberge         |
| Karolinenhof            | Wohnplatz    | Amt Friesack Friesack            |
| Karpzow                 | Wohnplatz    | Wustermark                       |
| Kater                   | Wohnplatz    | Milower Land                     |
| Ketzin/Havel            | Stadt        | Ketzin/Havel                     |
| Kieck                   | Gemeindeteil | Amt Nennhausen Märkisch Luch     |
| Kienberg                | Ortsteil     | Nauen                            |
| Kietz                   | Wohnplatz    | Milower Land                     |
| Kietz                   | Ortsteil     | Amt Rhinow Rhinow                |
| Klausiushof             | Wohnplatz    | Amt Rhinow Großderschau          |
| Klein Behnitz           | Ortsteil     | Nauen                            |
| Kleinbuckow             | Gemeindeteil | Milower Land                     |
| Kleinderschau           | Wohnplatz    | Amt Rhinow Großderschau          |
| Kleinwudicke            | Gemeindeteil | Milower Land                     |
| Kleßen                  | Ortsteil     | Amt Rhinow Kleßen-Görne          |
| Klessener Zootzen       | Wohnplatz    | Amt Friesack Friesack            |
| Kliemsiedlung           | Wohnplatz    | Ketzin/Havel                     |
| Knoblauch               | Gemeindeteil | Milower Land                     |
| Kohlhof                 | Wohnplatz    | Amt Rhinow Seeblick              |
| Kolonie Busch           | Wohnplatz    | Premnitz                         |
| Kolonie Buschow         | Wohnplatz    | Amt Nennhausen Märkisch Luch     |
| Königshütte             | Wohnplatz    | Premnitz                         |
| Kotzen                  | Ortsteil     | Amt Nennhausen Kotzen            |
| Kreuzberg               | Wohnplatz    | Amt Rhinow Havelaue              |
| Kriele                  | Ortsteil     | Amt Nennhausen Kotzen            |
| Landin                  | Ortsteil     | Amt Nennhausen Kotzen            |
| Liepe                   | Ortsteil     | Amt Nennhausen Nennhausen        |
| Lieper Mühle            | Wohnplatz    | Amt Nennhausen Nennhausen        |
| Lietzow                 | Ortsteil     | Nauen                            |
| Linde                   | Gemeindeteil | Amt Nennhausen Märkisch Luch     |
| Lindenhorst             | Wohnplatz    | Nauen                            |
| Lindensiedlung          | Wohnplatz    | Rathenow                         |
| Lindholzfarm            | Gemeindeteil | Amt Friesack Paulinenaue         |
| Lochow                  | Gemeindeteil | Amt Nennhausen Stechow-Ferchesar |
| Lötze                   | Wohnplatz    | Rathenow                         |
| Luchhof                 | Wohnplatz    | Amt Nennhausen Nennhausen        |
| Luchsiedlung            | Wohnplatz    | Amt Friesack Wiesenaue           |
| Ludwigshof              | Wohnplatz    | Rathenow                         |
| Ludwigslust             | Wohnplatz    | Rathenow                         |
| Luisenhof               | Wohnplatz    | Milower Land                     |
| Lutze                   | Wohnplatz    | Milower Land                     |
| Marienhof               | Wohnplatz    | Nauen                            |
| Markau                  | Wohnplatz    | Nauen                            |
| Markee                  | Ortsteil     | Nauen                            |
| Marquede                | Gemeindeteil | Milower Land                     |
| Meierei Ribbeck         | Wohnplatz    | Nauen                            |
| Milow                   | Ortsteil     | Milower Land                     |
| Milow-Ausbau            | Wohnplatz    | Milower Land                     |
| Mögelin                 | Ortsteil     | Premnitz                         |
| Möthlitz                | Ortsteil     | Milower Land                     |
| Möthlow                 | Ortsteil     | Amt Nennhausen Märkisch Luch     |
| Möthlowshof             | Wohnplatz    | Rathenow                         |
| Mühlenberg              | Wohnplatz    | Nauen                            |
| Mühlenburg              | Wohnplatz    | Amt Rhinow Rhinow                |
| Mützlitz                | Ortsteil     | Amt Nennhausen Nennhausen        |
| Nauen                   | Stadt        | Nauen                            |
| Nennhof                 | Wohnplatz    | Amt Nennhausen Nennhausen        |
| Neu Dessau              | Gemeindeteil | Milower Land                     |
| Neu Falkenrehde         | Wohnplatz    | Ketzin/Havel                     |
| Neu Friedrichsdorf      | Wohnplatz    | Rathenow                         |
| Neu-Döberitz            | Gemeindeteil | Dallgow-Döberitz                 |
| Neue Schleuse           | Wohnplatz    | Rathenow                         |
| Neugarten               | Wohnplatz    | Nauen                            |
| Neugarz                 | Wohnplatz    | Amt Rhinow Großderschau          |
| Neuhof                  | Wohnplatz    | Nauen                            |
| Neukammer               | Ortsteil     | Nauen                            |
| Neurohrbeck             | Gemeindeteil | Dallgow-Döberitz                 |
| Neuwerder               | Wohnplatz    | Amt Rhinow Gollenberg            |
| Niebede                 | Wohnplatz    | Nauen                            |
| Niederhof               | Wohnplatz    | Wustermark                       |
| Nitzahn                 | Ortsteil     | Milower Land                     |
| Nordsiedlung            | Wohnplatz    | Rathenow                         |
| Ohnewitz                | Gemeindeteil | Amt Rhinow Gollenberg            |
| Olympisches Dorf        | Wohnplatz    | Wustermark                       |
| Paaren im Glien         | Ortsteil     | Schönwalde-Glien                 |
| Paretz                  | Wohnplatz    | Ketzin/Havel                     |
| Paretzhof               | Wohnplatz    | Ketzin/Havel                     |
| Parey                   | Ortsteil     | Amt Rhinow Havelaue              |
| Paulinenaue             | Ortsteil     | Amt Friesack Paulinenaue         |
| Pausin                  | Ortsteil     | Schönwalde-Glien                 |
| Perwenitz               | Ortsteil     | Schönwalde-Glien                 |
| Pessin                  | Gemeinde     | Amt Friesack Pessin              |
| Premnitz                | Stadt        | Premnitz                         |
| Prietzen                | Gemeindeteil | Amt Rhinow Havelaue              |
| Priort                  | Ortsteil     | Wustermark                       |
| Quermathen              | Wohnplatz    | Nauen                            |
| Raminsgut               | Wohnplatz    | Amt Rhinow Großderschau          |
| Rathenow                | Stadt        | Rathenow                         |
| Retzow                  | Gemeinde     | Amt Friesack Retzow              |
| Rhinow                  | Stadt        | Amt Rhinow Rhinow                |
| Rhinsmühlen             | Gemeindeteil | Amt Nennhausen Kotzen            |
| Ribbeck                 | Ortsteil     | Nauen                            |
| Rohrbeck                | Gemeindeteil | Dallgow-Döberitz                 |
| Röthehof                | Wohnplatz    | Nauen                            |
| Rother Husar            | Wohnplatz    | Amt Friesack Paulinenaue         |
| Rübehorst               | Ortsteil     | Amt Rhinow Großderschau          |
| Sandkrug                | Wohnplatz    | Nauen                            |
| Schäferei               | Wohnplatz    | Milower Land                     |
| Scheunstelle            | Wohnplatz    | Amt Rhinow Havelaue              |
| Schmetzdorf             | Ortsteil     | Milower Land                     |
| Schönholz               | Wohnplatz    | Amt Rhinow Gollenberg            |
| Schönholz-Neuwerder     | Ortsteil     | Amt Rhinow Gollenberg            |
| Schönwalde-Dorf         | Ortsteil     | Schönwalde-Glien                 |
| Schönwalde-Siedlung     | Ortsteil     | Schönwalde-Glien                 |
| Schumachersiedlung      | Wohnplatz    | Ketzin/Havel                     |
| Schwanebeck             | Ortsteil     | Nauen                            |
| Seeburg                 | Ortsteil     | Dallgow-Döberitz                 |
| Seegefeld               | Wohnplatz    | Falkensee                        |
| Selbelang               | Ortsteil     | Amt Friesack Paulinenaue         |
| Semlin                  | Ortsteil     | Rathenow                         |
| Semlin Ausbau           | Wohnplatz    | Rathenow                         |
| Senzke                  | Ortsteil     | Amt Friesack Mühlenberge         |
| Siedlung                | Wohnplatz    | Nauen                            |
| Siedlung Döberitz       | Wohnplatz    | Premnitz                         |
| Spaatz                  | Ortsteil     | Amt Rhinow Havelaue              |
| Sperlingshof            | Gemeindeteil | Dallgow-Döberitz                 |
| Spolierenberg           | Wohnplatz    | Amt Nennhausen Nennhausen        |
| Stadtrandsiedlung       | Wohnplatz    | Rathenow                         |
| Stechow                 | Ortsteil     | Amt Nennhausen Stechow-Ferchesar |
| Steckelsdorf            | Ortsteil     | Rathenow                         |
| Steckelsdorf Ausbau     | Wohnplatz    | Rathenow                         |
| Stölln                  | Ortsteil     | Amt Rhinow Gollenberg            |
| Stolpshof               | Wohnplatz    | Nauen                            |
| Strodehne               | Ortsteil     | Amt Rhinow Havelaue              |
| Südsiedlung             | Wohnplatz    | Rathenow                         |
| Tegeland                | Wohnplatz    | Amt Nennhausen Stechow-Ferchesar |
| Teufelshof              | Wohnplatz    | Nauen                            |
| Tietzow                 | Ortsteil     | Nauen                            |
| Tremmen                 | Ortsteil     | Ketzin/Havel                     |
| Utershorst              | Wohnplatz    | Nauen                            |
| Vieritz                 | Ortsteil     | Milower Land                     |
| Vietznitz               | Ortsteil     | Amt Friesack Wiesenaue           |
| Vogelgesang             | Wohnplatz    | Milower Land                     |
| Vogelgesang             | Wohnplatz    | Rathenow                         |
| Vorketzin               | Wohnplatz    | Ketzin/Havel                     |
| Wachow                  | Ortsteil     | Nauen                            |
| Wagenitz                | Ortsteil     | Amt Friesack Mühlenberge         |
| Waldheim                | Wohnplatz    | Falkensee                        |
| Waldkolonie             | Wohnplatz    | Premnitz                         |
| Waldsiedlung            | Wohnplatz    | Rathenow                         |
| Waldsiedlung            | Ortsteil     | Nauen                            |
| Wansdorf                | Ortsteil     | Schönwalde-Glien                 |
| Warsow                  | Ortsteil     | Amt Friesack Wiesenaue           |
| Wassersuppe             | Ortsteil     | Amt Rhinow Seeblick              |
| Wendeberg               | Gemeindeteil | Milower Land                     |
| Wernitz                 | Gemeindeteil | Wustermark                       |
| Wilhelminenaue          | Wohnplatz    | Amt Rhinow Großderschau          |
| Wilhelminenhof          | Wohnplatz    | Rathenow                         |
| Wilhelminenthal         | Gemeindeteil | Milower Land                     |
| Witzke                  | Ortsteil     | Amt Rhinow Seeblick              |
| Wolfsmühle              | Wohnplatz    | Milower Land                     |
| Wolsier                 | Ortsteil     | Amt Rhinow Havelaue              |
| Wolzensee               | Wohnplatz    | Rathenow                         |
| Wolzensiedlung          | Wohnplatz    | Rathenow                         |
| Wustermark              | Ortsteil     | Wustermark                       |
| Wutzetz                 | Ortsteil     | Amt Friesack Friesack            |
| Wutzetzer Mühle         | Wohnplatz    | Amt Friesack Friesack            |
| Zachow                  | Ortsteil     | Ketzin/Havel                     |
| Zeestow                 | Ortsteil     | Brieselang                       |
| Ziemanns Ziegelei       | Wohnplatz    | Amt Rhinow Havelaue              |
| Zollchow                | Ortsteil     | Milower Land                     |
| Zootzen                 | Ortsteil     | Amt Friesack Friesack            |